# 玉亭県 (河北省)
玉亭県（ぎょくてい-けん）は中国にかつて存在した県。現在の中華人民共和国河北省石家荘市行唐県北西部に位置する。
596年（開皇16年）、隋朝により行唐県より分割設置された滋陽県から分割設置された。605年（大業元年）に廃止され、管轄区域は滋陽県に再統合された。